# Chlorops fasciatus
Chlorops fasciatus är en tvåvingeart som beskrevs av Johann Wilhelm Meigen 1830. Chlorops fasciatus ingår i släktet Chlorops och familjen fritflugor. Inga underarter finns listade i Catalogue of Life.